# Муромцевський район
Муромцевський район (рос. Муромцевский район) — муніципальне утворення у Омській області.

## Адміністративний устрій
- Муромцевське міське поселення
- Артинське сільське поселення
- Бергамацьке сільське поселення
- Гуровське сільське поселення
- Камишино-Курське сільське поселення
- Карбизінське сільське поселення
- Кондратьєвське сільське поселення
- Костінське сільське поселення
- Курганське сільське поселення
- Моховське сільське поселення
- Мисовське сільське поселення
- Низовське сільське поселення
- Пореченське сільське поселення
- Рязанське сільське поселення
- Ушаковське сільське поселення